# Festivalul Science+Fiction de la Trieste
Festivalul Science+Fiction de la Trieste sau Festivalul International de Science Fiction de la Trieste (Trieste Science+Fiction Festival) este un festival de film internațional care a fost creat în 2000 sub numele Science plus Fiction de către La Cappella Underground cu ambiția de a relansa Festival Internazionale del film di fantascienza (Festivalul International de Science Fiction), care a avut loc în orașul nord-italian Triest în perioada 1963–1982.

## Premii

### Asteroide
| An   | Titlu                                     | Regizor                                            | Țară                     |
| ---- | ----------------------------------------- | -------------------------------------------------- | ------------------------ |
| 2004 | Able Edwards                              | Graham Robertson                                   | Statele Unite            |
| 2005 | Puzzlehead                                | James Bai                                          | Statele Unite            |
| 2006 | Manga                                     | Peter Khazizov                                     | Rusia                    |
| 2007 | Timecrimes (spaniolă: Los cronocrímenes)' | Nacho Vigalondo                                    | Spania                   |
| 2008 | Before the Fall (Spanish: Tres días)      | F. Javier Gutiérrez                                | Spania                   |
| 2009 | First Squad: The Moment of Truth          | Yoshiharu Ashino / Misha Shprits / Aljoscha Klimov | Japonia / Rusia / Canada |
| 2010 | Transfer                                  | Damir Lukacevic                                    | Germania                 |
| 2011 | Monștrii                                  | Gareth Edwards                                     | Regatul Unit             |
| 2012 | Errors of the Human Body                  | Eron Sheean                                        | Germania / Statele Unite |
| 2013 | Europa Report                             | Sebastián Cordero                                  | Statele Unite            |
| 2014 | Time Lapse                                | Bradley D. King                                    | Statele Unite            |
| 2015 | Wyrmwood                                  | Kiah Roache-Turner                                 | Australia                |
| 2016 | Embers                                    | Claire Carré                                       | Statele Unite / Polonia  |
| 2017 | The Man with the Magic Box                | Bodo Kox                                           | Polonia / Italia         |
| 2018 | Freaks                                    | Zach Lipovsky / Adam B. Stein                      | Canada                   |
| 2019 | Aniara                                    | Pella Kågerman / Hugo Lilja                        | Suedia / Danemarca       |

### Méliès d'argent– lungmetraj
| An   | Titlu                                                                                         | Regizor                             | Țară                          |
| ---- | --------------------------------------------------------------------------------------------- | ----------------------------------- | ----------------------------- |
| 2009 | The Children                                                                                  | Tom Shankland                       | Regatul Unit                  |
| 2010 | Rare Exports: A Christmas Tale                                                                | Jalmari Helander                    | Finlanda                      |
| 2011 | L'arrivo di Wang                                                                              | Manetti Bros.                       | Italia                        |
| 2012 | Grabbers                                                                                      | Jon Wright                          | Regatul Unit / Irlanda        |
| 2013 | The Strange Colour of Your Body's Tears (franceză: L'étrange couleur des larmes de ton corps) | Hélène Cattet / Bruno Forzani       | Belgia / Franța / Luxemburg   |
| 2014 | Index Zero                                                                                    | Lorenzo Sportiello                  | Italia                        |
| 2015 | Polder                                                                                        | Samuel Schwarz / Julian M. Grunthal | Elveția / Germania            |
| 2016 | The Sum of Histories (flamandă: Terug Naar Morgen)                                            | Lukas Bossuyt                       | Belgia                        |
| 2017 | Loop (maghiară: Hurok)                                                                        | Isti Madarász                       | Ungaria                       |
| 2018 | Man Divided (daneză: QEDA)                                                                    | Max Kestner                         | Danemarca / Suedia / Finlanda |
| 2019 | Extra Ordinary                                                                                | Mike Ahern / Enda Loughman          | Irlanda / Belgia              |

### Méliès d'argent– scurtmetraj
| An   | Titlu                                                     | Regizor                     | Țară               |
| ---- | --------------------------------------------------------- | --------------------------- | ------------------ |
| 2005 | Terra Incognita                                           | Peter Volkart               | Elveția            |
| 2006 | Final Journey                                             | Brendan Muldowney           | Irlanda            |
| 2007 | Absence                                                   | Kevin Lecomte               | Franța             |
| 2008 | Kingz                                                     | Benni Diez / Marinko Spahic | Germania           |
| 2009 | Virtual Dating                                            | Katia Olivier               | Belgia             |
| 2010 | Daddy's Girl                                              | Helen Komini Olsen          | Norvegia           |
| 2011 | Out of Erasers (suedeză: Sudd)                            | Erik Rosenlund              | Suedia / Danmearca |
| 2012 | Employé du mois                                           | Olivier Beguin              | Elveția            |
| 2013 | Happy B-Day                                               | Holger B. Frick             | Germania           |
| 2014 | The Nostalgist                                            | Giacomo Cimini              | Regatul Unit       |
| 2015 | The Kármán Line                                           | Oscar Sharp                 | Regatul Unit       |
| 2016 | Getting Fat in a Healthy Way                              | Kevork Aslanyan             | Bulgaria           |
| 2017 | The Last Schnitzel                                        | Kaan Arici / Ismet Kurtulus | Danemarca          |
| 2018 | Thunder From a Clear Sky (franceză: Orage par ciel clair) | Yohan Faure                 | Franța             |
| 2019 | This Time Away                                            | Magali Barbé                | Regatul Unit       |

## Legături externe
- sciencefictionfestival.org
- lacappellaunderground.org

## Vezi și
- Științifico-fantasticul în Italia
- 2000 în științifico-fantastic